# CHM Montalivet

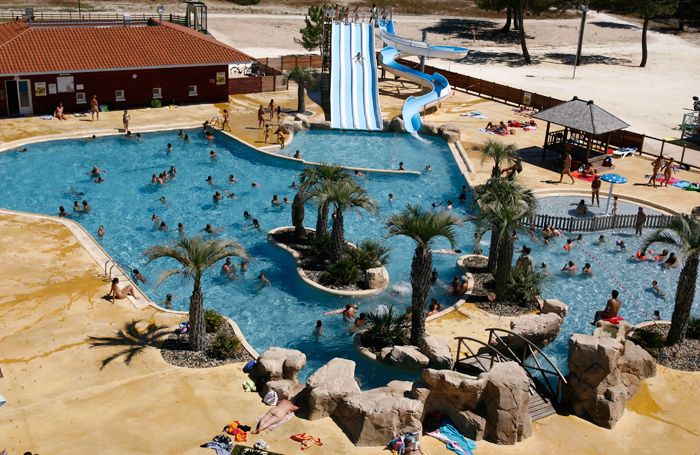
Il parco acquatico del CHM Montalivet.

Il Centre Hélio-Marin Montalivet, noto più semplicemente con la sigla CHM Montalivet, è un villaggio turistico per naturisti francese, sito nel comune di Vendays-Montalivet, nel dipartimento della Gironda nella regione dell'Aquitania. Fondato nel 1950, è stato il primo resort al mondo in ordine di tempo dedicato al naturismo. Può ospitare fino a 14.000 turisti, un centinaio di persone vi abitano permanentemente.

## Struttura

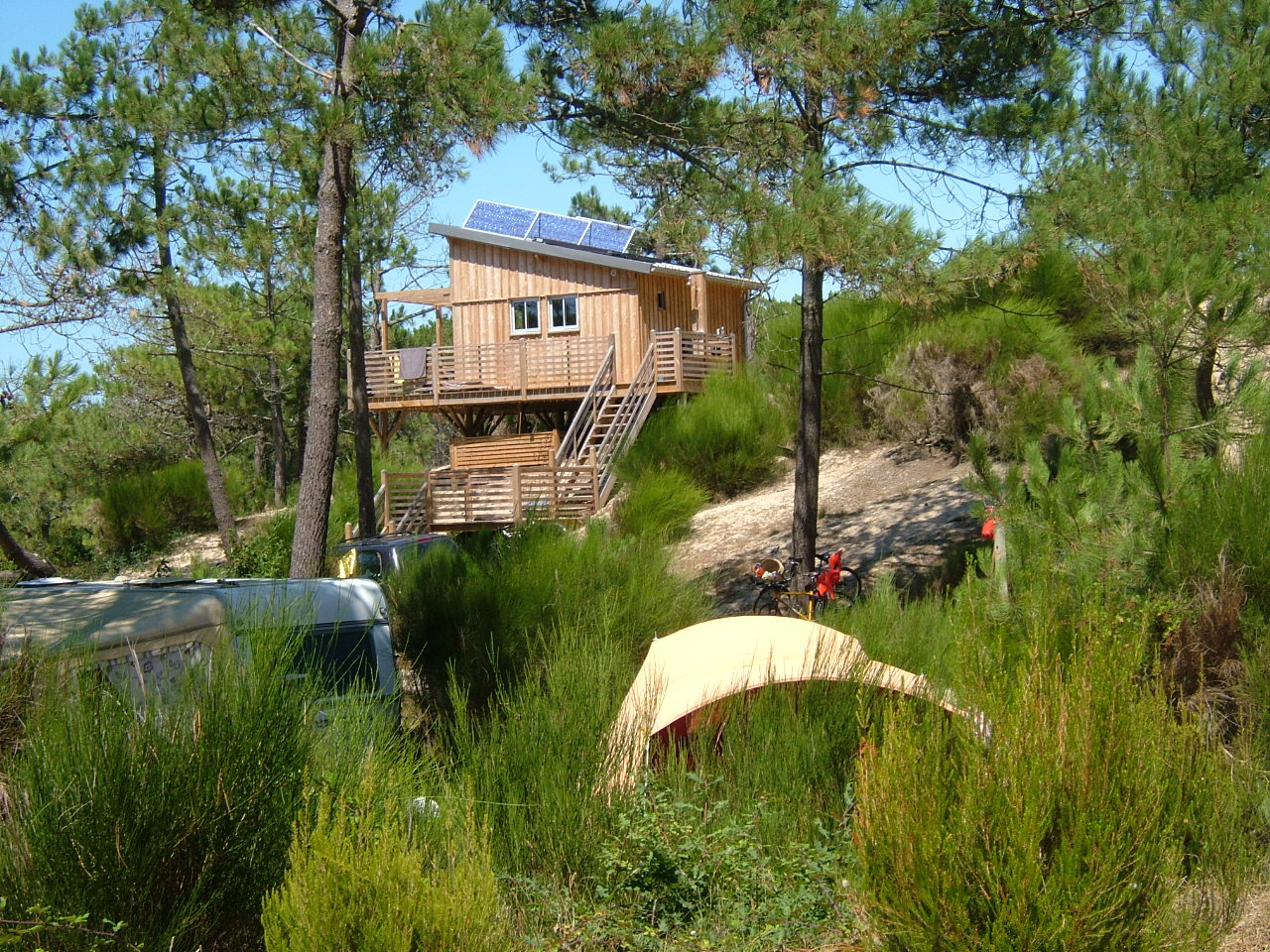
Un bungalow all'interno del villaggio.

Il centro ha un'estensione di 175 ettari ed è adiacente alla spiaggia a sud del centro abitato di Montalivet-les-Bains, nel comune di Vendays-Montalivet, nel Médoc, parte di Aquitania a nord di Bordeaux in Francia. Si compone di una miscela di circa 1000 bungalow e roulotte di proprietà privata, e 960 piazzole idonee per le roulotte e 260 per il campeggio. Ci sono oltre 12 chilometri di strade interne, disposte in una formazione approssimativa di griglia. Le piazzole e i bungalow sono collocati in 20 villaggi distinti da temi e caratteristiche differenti.
All'interno del villaggio turistico sono presenti impianti sportivi - tra i quali campi da tennis, tiro con l'arco, pallavolo, calcio -, tre ristoranti ed un centro commerciale con venti negozi, un centro culturale con biblioteca multilingue e un teatro, nel quale sono proiettati anche film. Ci sono due cybercafé e cinque portali WI-FI commerciali, un sistema di posta elettronica ed alcuni sportelli bancomat. Il resort è affacciato sull'oceano atlantico e gode di 3 chilometri di spiaggia con sabbia bianca. In prossimità dei bungalow è stata costruita anche una piscina con scivoli.
CHM Montalivet è orientata alla famiglie, e l'accesso è limitato agli iscritti all'International Naturist Federation (FNI/INF). Il 45% dei visitatori è francese, la restante parte proviene dall'estero. L'ospite singolo è accettato solo se presentato da un loro cliente.